# A Mr. Peabody és Sherman show epizódjainak listája
Ez a lista a Mr. Peabody és Sherman show című animációs sorozat epizódjait tartalmazza.

## Évados áttekintés
| Évad | Évad | Epizódok | Epizódok | Eredeti sugárzás  | Eredeti sugárzás  | Magyar sugárzás     | Magyar sugárzás     |
| Évad | Évad | Epizódok | Epizódok | Évadpremier       | Évadfinálé        | Évadpremier         | Évadfinálé          |
| ---- | ---- | -------- | -------- | ----------------- | ----------------- | ------------------- | ------------------- |
|      | 1    | 13       | 13       | 2015. október 9.  | 2015. október 9.  | 2017. december 1.   | 2017. december 13.  |
|      | 2    | 13       | 13       | 2016. március 18. | 2016. március 18. | 2017. december 14.  | 2017. december 26.  |
|      | 3    | 13       | 13       | 2016. október 21. | 2016. október 21. | 2018. április 27.   | 2018. augusztus 9.  |
|      | 4    | 13       | 13       | 2017. április 21. | 2017. április 21. | 2018. augusztus 10. | 2018. augusztus 28. |

## 1. évad
| #   | #   | Eredeti cím          | Magyar cím          | Rendező      | Író                                                                               | Eredeti premier  | Magyar premier     |
| --- | --- | -------------------- | ------------------- | ------------ | --------------------------------------------------------------------------------- | ---------------- | ------------------ |
| 1.  | 1.  | The Perfect Show     | A tökéletes show    | John Sanford | Kara Lee Burk, John McCann, John Reynolds, Paul Rugg, Marco Schnabel & Matt Smith | 2015. október 9. | 2017. december 1.  |
| 1.  | 1.  | Napoleon             | Napóleon            | John Sanford | Kara Lee Burk, John McCann, John Reynolds, Paul Rugg, Marco Schnabel & Matt Smith | 2015. október 9. | 2017. december 1.  |
| 2.  | 2.  | Stuck                | A lift              | Greg Miller  | Matt Smith & John T. Reynolds                                                     | 2015. október 9. | 2017. december 2.  |
| 2.  | 2.  | Mozart               | Mozart              | Greg Miller  | Matt Smith & John T. Reynolds                                                     | 2015. október 9. | 2017. december 2.  |
| 3.  | 3.  | Sherman's Pet        | Háziállat           | Mike Bell    | Marco Schnabel & Matt Smith                                                       | 2015. október 9. | 2017. december 3.  |
| 3.  | 3.  | Marco Polo           | Marco Polo          | Mike Bell    | Marco Schnabel & Matt Smith                                                       | 2015. október 9. | 2017. december 3.  |
| 4.  | 4.  | Handcuffs for a Song | Bilincsben          | Greg Miller  | Drew Massey, John McCann & Matt Smith                                             | 2015. október 9. | 2017. december 4.  |
| 4.  | 4.  | Wright Brothers      | Wright fivérek      | Greg Miller  | Drew Massey, John McCann & Matt Smith                                             | 2015. október 9. | 2017. december 4.  |
| 5.  | 5.  | New Sponsor          | Az új szponzor      | John Sanford | Drew Massey & Matt Smith                                                          | 2015. október 9. | 2017. december 5.  |
| 5.  | 5.  | Cleopatra            | Kleopátra           | John Sanford | Drew Massey & Matt Smith                                                          | 2015. október 9. | 2017. december 5.  |
| 6.  | 6.  | Black Hole           | Fekete lyuk         | John Sanford | Marco Schnabel                                                                    | 2015. október 9. | 2017. december 6.  |
| 6.  | 6.  | Winston Churchill    | Winston Churchill   | John Sanford | Marco Schnabel                                                                    | 2015. október 9. | 2017. december 6.  |
| 7.  | 7.  | Big Boy              | Nagy fiú            | Greg Miller  | Dannah Phirman & Matt Smith                                                       | 2015. október 9. | 2017. december 7.  |
| 7.  | 7.  | Blackbeard           | Feketeszakáll       | Greg Miller  | Dannah Phirman & Matt Smith                                                       | 2015. október 9. | 2017. december 7.  |
| 8.  | 8.  | Biggest Fan          | A nagy rajongó      | Mike Bell    | Kara Lee Burk & John T. Reynolds                                                  | 2015. október 9. | 2017. december 8.  |
| 8.  | 8.  | Queen Isabella       | Izabella királynő   | Mike Bell    | Kara Lee Burk & John T. Reynolds                                                  | 2015. október 9. | 2017. december 8.  |
| 9.  | 9.  | Peabody's Parents    | Peabody szülei      | Mike Bell    | Kara Lee Burk & Matt Smith                                                        | 2015. október 9. | 2017. december 9.  |
| 9.  | 9.  | Galileo              | Galileo             | Mike Bell    | Kara Lee Burk & Matt Smith                                                        | 2015. október 9. | 2017. december 9.  |
| 10. | 10. | Patch Games          | Jelvénygyűjtés      | Mike Bell    | Drew Massey, Dannah Phirman & Marco Schnabel                                      | 2015. október 9. | 2017. december 10. |
| 10. | 10. | Mark Twain           | Mark Twain          | Mike Bell    | Drew Massey, Dannah Phirman & Marco Schnabel                                      | 2015. október 9. | 2017. december 10. |
| 11. | 11. | Favor for Christine  | A szívesség         | John Sanford | Kara Lee Burk, Matt Smith                                                         | 2015. október 9. | 2017. december 11. |
| 11. | 11. | Lady Godiva          | Lady Godiva         | John Sanford | Kara Lee Burk, Matt Smith                                                         | 2015. október 9. | 2017. december 11. |
| 12. | 12. | Medieval Fest        | Középkori fesztivál | John Sanford | Kara Lee Burk & John T. Reynolds                                                  | 2015. október 9. | 2017. december 12. |
| 12. | 12. | John Sutter          | John Sutter         | John Sanford | Kara Lee Burk & John T. Reynolds                                                  | 2015. október 9. | 2017. december 12. |
| 13. | 13. | Outbreak             | A járvány           | Greg Miller  | John T. Reynolds & Matt Smith                                                     | 2015. október 9. | 2017. december 13. |
| 13. | 13. | Ancient Greek Games  | Ókori görög játékok | Greg Miller  | John T. Reynolds & Matt Smith                                                     | 2015. október 9. | 2017. december 13. |

## 2. évad
| #   | #   | Eredeti cím                  | Magyar cím           | Rendező        | Író                                          | Eredeti premier   | Magyar premier     |
| --- | --- | ---------------------------- | -------------------- | -------------- | -------------------------------------------- | ----------------- | ------------------ |
| 14. | 1.  | Show on the Road             | Roadshow             | Greg Miller    | John T. Reynolds & Matt Smith                | 2016. március 18. | 2017. december 14. |
| 14. | 1.  | Catherine the Great          | Nagy Katalin         | Greg Miller    | John T. Reynolds & Matt Smith                | 2016. március 18. | 2017. december 14. |
| 15. | 2.  | Scrambled Eggs               | Rántotta             | Mike Bell      | .Kara Lee Burk & John T. Reynolds            | 2016. március 18. | 2017. december 15. |
| 15. | 2.  | George Stephenson            | George Stephenson    | Mike Bell      | .Kara Lee Burk & John T. Reynolds            | 2016. március 18. | 2017. december 15. |
| 16. | 3.  | Big Top Peabody              | Big Top Peabody      | Miles Thompson | Kara Lee Burk & Matt Smith                   | 2016. március 18. | 2017. december 16. |
| 16. | 3.  | Taj Mahal                    | Taj Mahal            | Miles Thompson | Kara Lee Burk & Matt Smith                   | 2016. március 18. | 2017. december 16. |
| 17. | 4.  | World Records                | Rekordok és lemezek  | John Sanford   | John T. Reynolds & Matt Smith                | 2016. március 18. | 2017. december 17. |
| 17. | 4.  | Hotu Matu'a                  | Hotu Matu'a          | John Sanford   | John T. Reynolds & Matt Smith                | 2016. március 18. | 2017. december 17. |
| 18. | 5.  | Sherman From A to Zzzz       | Sherman rémálma      | Greg Miller    | Kara Lee Burk & John T. Reynolds             | 2016. március 18. | 2017. december 18. |
| 18. | 5.  | Akashi Shiganosuke           | Akashi Shiganosuke   | Greg Miller    | Kara Lee Burk & John T. Reynolds             | 2016. március 18. | 2017. december 18. |
| 19. | 6.  | Orchoptitron in Love         | Orkoptitron szerelme | Miles Thompson | John T. Reynolds & Matt Smith                | 2016. március 18. | 2017. december 19. |
| 19. | 6.  | John Harrington              | John Harrington      | Miles Thompson | John T. Reynolds & Matt Smith                | 2016. március 18. | 2017. december 19. |
| 20. | 7.  | Inside Hobson                | Hobson belülről      | Mike Bell      | Douglas Gauthier & Matt Smith                | 2016. március 18. | 2017. december 20. |
| 20. | 7.  | Annie Oakley                 | Annie Oakley         | Mike Bell      | Douglas Gauthier & Matt Smith                | 2016. március 18. | 2017. december 20. |
| 21. | 8.  | Peabody's Diet               | Mr Peabody diétja    | John Sanford   | Douglas Gauthier & John T. Reynolds          | 2016. március 18. | 2017. december 21. |
| 21. | 8.  | Ponce de Leon                | Ponce de Leon        | John Sanford   | Douglas Gauthier & John T. Reynolds          | 2016. március 18. | 2017. december 21. |
| 22. | 9.  | Secret Agent Sherman         | Sherman ügynök       | Mike Bell      | Kara Lee Burk & John T. Reynolds             | 2016. március 18. | 2017. december 22. |
| 22. | 9.  | Alexander Cartwright         | Alexander Cartwright | Mike Bell      | Kara Lee Burk & John T. Reynolds             | 2016. március 18. | 2017. december 22. |
| 23. | 10. | Sherman Exchange Program     | A cserediák program  | Miles Thompson | John T. Reynolds & Matt Smith                | 2016. március 18. | 2017. december 23. |
| 23. | 10. | Charles Dickens              | Charles Dickens      | Miles Thompson | John T. Reynolds & Matt Smith                | 2016. március 18. | 2017. december 23. |
| 24. | 11. | Ruff Guyz                    | A kemény mag         | Greg Miller    | Kara Lee Burk, John T. Reynolds & Matt Smith | 2016. március 18. | 2017. december 24. |
| 24. | 11. | George Crum                  | George Crum          | Greg Miller    | Kara Lee Burk, John T. Reynolds & Matt Smith | 2016. március 18. | 2017. december 24. |
| 25. | 12. | I Knew That Was Gonna Happen | A jóslat             | John Sanford   | Kara Lee Burk & Matt Smith                   | 2016. március 18. | 2017. december 25. |
| 25. | 12. | Sacagawea                    | Sacagawea            | John Sanford   | Kara Lee Burk & Matt Smith                   | 2016. március 18. | 2017. december 25. |
| 26. | 13. | The Perfect Show Again       | Az utol-só           | Miles Thompson | John T. Reynolds & Marco Schnabel            | 2016. március 18. | 2017. december 26. |
| 26. | 13. | Aristophanes                 | Arisztophanész       | Miles Thompson | John T. Reynolds & Marco Schnabel            | 2016. március 18. | 2017. december 26. |

## 3. évad
| #   | #   | Eredeti cím                 | Magyar cím                    | Rendező        | Író                                                             | Eredeti premier   | Magyar premier     |
| --- | --- | --------------------------- | ----------------------------- | -------------- | --------------------------------------------------------------- | ----------------- | ------------------ |
| 27. | 1.  | The Wrath of Hughes         | Hughes haragja                | Greg Miller    | John T. Reynolds, Marco Schnabel & Matt Smith                   | 2016. október 21. | 2018. április 27.  |
| 28. | 2.  | Jump the Whale Shark        | A cápabálna ugrás             | Greg Miller    | Mike Leffingwell, John T. Reynolds & Marco Schnabel             | 2016. október 21. | 2018. április 28.  |
| 28. | 2.  | Frédéric Bartholdi          | Frédéric Bartholdi            | Greg Miller    | Mike Leffingwell, John T. Reynolds & Marco Schnabel             | 2016. október 21. | 2018. április 28.  |
| 29. | 3.  | Pea Dummy                   | Pea Butus                     | Miles Thompson | Mike Leffingwell, John T. Reynolds, Marco Schnabel & Matt Smith | 2016. október 21. | 2018. április 29.  |
| 29. | 3.  | Mary Anning                 | Mary Anning                   | Miles Thompson | Mike Leffingwell, John T. Reynolds, Marco Schnabel & Matt Smith | 2016. október 21. | 2018. április 29.  |
| 30. | 4.  | Climate Control             | Hőszabályozás                 | Miles Thompson | Eric Acosta, Mike Leffingwell & John T. Reynolds                | 2016. október 21. | 2018. április 30.  |
| 30. | 4.  | Ziryab                      | Ziryab                        | Miles Thompson | Eric Acosta, Mike Leffingwell & John T. Reynolds                | 2016. október 21. | 2018. április 30.  |
| 31. | 5.  | Brain Switch                | Agycsere                      | Mike Bell      | Mike Leffingwell & Matt Smith                                   | 2016. október 21. | 2018. július 27.   |
| 31. | 5.  | Koikawa Harumachi           | Koikawa Harumachi             | Mike Bell      | Mike Leffingwell & Matt Smith                                   | 2016. október 21. | 2018. július 27.   |
| 32. | 6.  | Super Sherman               | Szuper Sherman                | John Sanford   | Mike Leffingwell & John T. Reynolds                             | 2016. október 21. | 2018. július 30.   |
| 32. | 6.  | Ada Lovelace                | Ada Lovelace                  | John Sanford   | Mike Leffingwell & John T. Reynolds                             | 2016. október 21. | 2018. július 30.   |
| 33. | 7.  | Mouse Hunt                  | Egérhajsza                    | John Sanford   | Mike Leffingwell & Matt Smith                                   | 2016. október 21. | 2018. július 31.   |
| 33. | 7.  | David Bushnell              | David Bushnell                | John Sanford   | Mike Leffingwell & Matt Smith                                   | 2016. október 21. | 2018. július 31.   |
| 34. | 8.  | Sweet Little Lies           | Édes kis hazugságok           | Mike Bell      | Nate Federman & Matt Smith                                      | 2016. október 21. | 2018. augusztus 2. |
| 34. | 8.  | Allan Pinkerton             | Allan Pinkerton               | Mike Bell      | Nate Federman & Matt Smith                                      | 2016. október 21. | 2018. augusztus 2. |
| 35. | 9.  | Tree House                  | Kuckó a fán                   | John Sanford   | Mike Leffingwell & Matt Smith                                   | 2016. október 21. | 2018. augusztus 3. |
| 35. | 9.  | Queen Hatshepsut            | Hatshepsut királynő           | John Sanford   | Mike Leffingwell & Matt Smith                                   | 2016. október 21. | 2018. augusztus 3. |
| 36. | 10. | This Is Your Life?          | Ez lenne az életed?           | Miles Thompson | Mike Leffingwell                                                | 2016. október 21. | 2018. augusztus 6. |
| 36. | 10. | Robert Edwin Peary          | Robert Edwin Peary            | Miles Thompson | Mike Leffingwell                                                | 2016. október 21. | 2018. augusztus 6. |
| 37. | 11. | Telethon                    | Pénzgyűjtő show               | Greg Miller    | John T. Reynolds & Matt Smith                                   | 2016. október 21. | 2018. augusztus 7. |
| 37. | 11. | Enrico Caruso               | Enrico Caruso                 | Greg Miller    | John T. Reynolds & Matt Smith                                   | 2016. október 21. | 2018. augusztus 7. |
| 38. | 12. | Spooktacular                | Szörnyedvény show             | Mike Bell      | John T. Reynolds, Marco Schnabel & Matt Smith                   | 2016. október 21. | 2018. augusztus 8. |
| 38. | 12. | Nicolas-Joseph Cugnot       | Nicolas-Joseph Cugnot         | Mike Bell      | John T. Reynolds, Marco Schnabel & Matt Smith                   | 2016. október 21. | 2018. augusztus 8. |
| 39. | 13. | Return of the Guapos Part 1 | A Guapók visszatérése 1. rész | Greg Miller    | Mike Leffingwell, John T. Reynolds, Marco Schnabel & Matt Smith | 2016. október 21. | 2018. augusztus 9. |
| 39. | 13. | Lucy Walker                 | Lucy Walker                   | Greg Miller    | Mike Leffingwell, John T. Reynolds, Marco Schnabel & Matt Smith | 2016. október 21. | 2018. augusztus 9. |

## 4. évad
| #   | #   | Eredeti cím                          | Magyar cím                                     | Rendező                                       | Író                                                             | Eredeti premier   | Magyar premier      |
| --- | --- | ------------------------------------ | ---------------------------------------------- | --------------------------------------------- | --------------------------------------------------------------- | ----------------- | ------------------- |
| 40. | 1.  | Return of the Guapos Part 2          | A Guapók visszatérése 2. rész                  | John Sanford                                  | Mike Leffingwell, John T. Reynolds, Marco Schnabel & Matt Smith | 2017. április 21. | 2018. augusztus 10. |
| 41. | 2.  | Return of the Guapos Part 3          | A Guapók visszatérése 3. rész                  | John Sanford                                  | Mike Leffingwell, John T. Reynolds, Marco Schnabel & Matt Smith | 2017. április 21. | 2018. augusztus 13. |
| 42. | 3.  | Magic Hiccups                        | Varázs csuklás                                 | Mike Bell                                     | Mike Leffingwell, John T. Reynolds & Matt Smith                 | 2017. április 21. | 2018. augusztus 14. |
| 42. | 3.  | Gaius Maecenas                       | Gaius Maecenas                                 | Mike Bell                                     | Mike Leffingwell, John T. Reynolds & Matt Smith                 | 2017. április 21. | 2018. augusztus 14. |
| 43. | 4.  | Sherman's Tooth                      | Sherman foga                                   | John Sanford & David P. Smith                 | Mike Leffingwell, John T. Reynolds & Marco Schnabel             | 2017. április 21. | 2018. augusztus 15. |
| 43. | 4.  | Voyager Gold Record                  | A Voyager aranylemez                           | John Sanford & David P. Smith                 | Mike Leffingwell, John T. Reynolds & Marco Schnabel             | 2017. április 21. | 2018. augusztus 15. |
| 44. | 5.  | Gone Comic Gone                      | Az eltűnt képregény                            | Miles Thompson                                | Mike Leffingwell, Marco Schnabel & Matt Smith                   | 2017. április 21. | 2018. augusztus 16. |
| 44. | 5.  | Harry Houdini                        | Harry Houdini                                  | Miles Thompson                                | Mike Leffingwell, Marco Schnabel & Matt Smith                   | 2017. április 21. | 2018. augusztus 16. |
| 45. | 6.  | P-Bro                                | P-Tesó                                         | Greg Miller                                   | Mike Leffingwell, John T. Reynolds & Matt Smith                 | 2017. április 21. | 2018. augusztus 17. |
| 45. | 6.  | First Canine Police Force            | Az első kutyarendőrség                         | Greg Miller                                   | Mike Leffingwell, John T. Reynolds & Matt Smith                 | 2017. április 21. | 2018. augusztus 17. |
| 46. | 7.  | Cheerleaders                         | Pom-pom lányok                                 | Mike Bell                                     | Mike Leffingwell & Matt Smith                                   | 2017. április 21. | 2018. augusztus 20. |
| 46. | 7.  | Mansa Musa                           | Musa szultán                                   | Mike Bell                                     | Mike Leffingwell & Matt Smith                                   | 2017. április 21. | 2018. augusztus 20. |
| 47. | 8.  | Bring Your Kids to Work Day          | Hozd be a gyerekedet a munkába nap             | John Sanford, David P. Smith & Miles Thompson | Mike Leffingwell & Matt Smith                                   | 2017. április 21. | 2018. augusztus 21. |
| 47. | 8.  | Leif Erikson                         | Leif Erikson                                   | John Sanford, David P. Smith & Miles Thompson | Mike Leffingwell & Matt Smith                                   | 2017. április 21. | 2018. augusztus 21. |
| 48. | 9.  | Orchopti-NOT-ron                     | Orchoptiron gond                               | David P. Smith                                | Mike Leffingwell, John T. Reynolds & Matt Smith                 | 2017. április 21. | 2018. augusztus 22. |
| 48. | 9.  | Mulan                                | Mulan                                          | David P. Smith                                | Mike Leffingwell, John T. Reynolds & Matt Smith                 | 2017. április 21. | 2018. augusztus 22. |
| 49. | 10. | The Show's the Thing                 | Első a show                                    | Greg Miller                                   | Mike Leffingwell & Matt Smith                                   | 2017. április 21. | 2018. augusztus 23. |
| 49. | 10. | Peter Cooper                         | Peter Cooper                                   | Greg Miller                                   | Mike Leffingwell & Matt Smith                                   | 2017. április 21. | 2018. augusztus 23. |
| 50. | 11. | Peabody's Delivery                   | Peabody csomagja                               | Greg Miller                                   | Mike Leffingwell & Matt Smith                                   | 2017. április 21. | 2018. augusztus 24. |
| 50. | 11. | Joe vs. the Peabody and Sherman      | Joe, Mr. Peabody és Sherman ellen              | Greg Miller                                   | Mike Leffingwell & Matt Smith                                   | 2017. április 21. | 2018. augusztus 24. |
| 51. | 12. | Seen It                              | Láttuk már                                     | Mike Bell                                     | Mike Leffingwell, John T. Reynolds & Marco Schnabel             | 2017. április 21. | 2018. augusztus 27. |
| 51. | 12. | Edgar Allan Poe                      | Edgar Allan Poe                                | Mike Bell                                     | Mike Leffingwell, John T. Reynolds & Marco Schnabel             | 2017. április 21. | 2018. augusztus 27. |
| 52. | 13. | The Perfect Perfect Show Again Again | A tökéletes, tökéletes utolsó műsor újra, újra | John Sanford & David P. Smith                 | Mike Leffingwell & Matt Smith                                   | 2017. április 21. | 2018. augusztus 28. |
| 52. | 13. | Abraham Lincoln                      | Abraham Lincoln                                | John Sanford & David P. Smith                 | Mike Leffingwell & Matt Smith                                   | 2017. április 21. | 2018. augusztus 28. |